# Martin Laas
Martin Laas (Viljandi, 15 de septiembre de 1993) es un ciclista profesional estonio que desde 2024 corre para el equipo Quick Pro Team.

## Palmarés
2015
- Tour de Estonia, más 1 etapa

2018
- 3 etapas del Tour de Tailandia
- 1 etapa del Tour de Japón[2]
- 1 etapa del Baltic Chain Tour

2019
- 1 etapa del Tour de Tailandia
- 4 etapas del Tour de Taiyuán
- 3 etapas del Tour de Corea

2020
- 2 etapas del Tour de Eslovaquia

2021
- 1 etapa del Tour de Estonia
- 1 etapa de la Arctic Race de Noruega

2022
- 2 etapas del Baltic Chain Tour

2023
- Tour de Sakarya, más 1 etapa

2024
- 2 etapas del Tour de Lituania
- 1 etapa del Tour de Ijen
- 1 etapa de la Trans-Himalaya Cycling Race
- 1 etapa del Tour de Hainan
- 3 etapas del Tour del Lago Poyang
- 2 etapas del Tour del Lago Taihu

2025
- Tour de Lituania, más 3 etapas
- 1 etapa de la Vuelta al Lago Qinghai
- 1 etapa de la Trans-Himalaya Cycling Race

## Resultados en Grandes Vueltas y Campeonatos del Mundo
| Carrera         | Carrera         | 2016 | 2017 | 2018 | 2019 | 2020  | 2021  | 2022 | 2023 | 2024 | 2025 |
| --------------- | --------------- | ---- | ---- | ---- | ---- | ----- | ----- | ---- | ---- | ---- | ---- |
|                 | Giro de Italia  | —    | —    | —    | —    | —     | —     | —    | —    | —    | —    |
|                 | Tour de Francia | —    | —    | —    | —    | —     | —     | —    | —    | —    | —    |
|                 | Vuelta a España | —    | —    | —    | —    | 140.º | 140.º | —    | —    | —    | —    |
| Mundial en Ruta | Mundial en Ruta | —    | —    | —    | —    | —     | Ab.   | —    | —    | —    | —    |

—: no participa
Ab.: abandono